# Вольдемар Барґіль
Вольдемар Барґіль (нім. Woldemar Bargiel; 3 жовтня 1828, Берлін — 23 лютого 1897, там само) — німецький композитор та музичний педагог. Професор.

## Біографія
Народився в сім'ї вокального та фортеп'янного педагога Адольфа Барґіля (1783—1841) і піаністки та співачки Маріанни Тромліц (1797—1872), онуки знаменитого флейтиста Йоганна Ґеорґа Тромліца. Перед цим Маріанна Тромліц була у шлюбі з Фрідріхом Віком, тому зведеною сестрою Барґіля була Клара Шуман; дружба з нею та з її чоловіком Робертом Шуманом зіграла певну роль у його кар'єрі.
Початкову освіту здобув під керівництвом батька, потім навчався у Зіґфріда Дена. Хлопчиком співав у берлінському соборному хорі, яким керував Фелікс Мендельсон. У 1846—1849 роках займався в Лейпцизькій консерваторії, де його наставниками були Моріц Гауптман, Фердинанд Давид, Іґнац Мошелес, Юліус Ріц та Нільс Ґаде.
З 1850 року приватно викладав у Берліні, потім деякий час у Кельнській консерваторії, з 1865 р. керував музичною школою в Роттердамі, де 1870 року одружився зі своєю ученицею Жанною Ерміною Турс (1845—1911), донькою органіста Бартоломеуса Турса. 1874 року. на запрошення Йозефа Йоахіма повернувся до Берліна викладати композицію в Берлінській вищій школі музики, з 1876 р. професор. Вважався одним із найшанованіших музичних педагогів свого часу. Серед його учнів, Лео Блех, Леопольд Годовський, Чарлз Мартін Лефлер, Петер Раабе, Ернст Фрідріх Карл Рудорф, Павло Федорович Юон та інші.
Власні композиції Барґіля написані у руслі традицій Шумана і Мендельсона, є і прямий вплив Людвіга ван Бетовена. Найбільш важливою частиною його спадщини є камерні ансамблі (струнні квартети, фортеп'янне тріо, октет).

## Вибрані твори
Оркестрові твори
- Сюїта до мажор, тв. 7
- Увертюра до «Прометею», тв. 16
- Увертюра zu einem Trauerspie тв. 18
- Концертна увертюра «Медея» тв. 22
- Симфонія до мажор, тв. 30
- Адажіо для віолончелі та оркестру, тв. 38

Камерна музика
- Фортеп'янне тріо №. 1 фа-мажор, тв. 6
- Соната для скрипки фа мінор, тв. 10
- Струнний октет до мінор, тв. 15
- Струнний квартет № 1. Ля мінор, тв. 15b
- Сюїта для скрипки та фортеп'яно ре мажор, тв. 17

Хорові твори
- Псалом 13 для хору та оркестру, тв. 25
- Псалом 23 для хору та оркестру, тв. 26
- Псалом 96 для хору, тв. 33
- 3 Весняні пісні для хору, тв. 35
- 3 Весняні пісні для хору та фортеп'яно, тв. 39
- Псалом 61 для баритона, хору та оркестру, тв. 43